# Krivánsky potok
Der Krivánsky potok (seltener Lučenský potok) ist ein 40 km langer Fluss im Süden der Mittelslowakei.
Der Fluss entspringt am Rande des Ostrôžky-Gebirges auf einer Höhe von ca. 670 m nahe dem Weiler Budinské lazy, der administrativ zur Gemeinde Budiná gehört. In den ersten Kilometern fließt der Bach nach Westen, danach nach Nordosten zum Ort Podkriváň, bevor er sich gegen Südosten wendet. Im weiteren Verlauf trennt der Krivánsky potok die Gebirge Ostrôžky und Veporské vrchy und fließt durch Píla und Mýtna, wo er einen kleinen Stausee speist. Dann erreicht der Strom Lovinobaňa, nimmt den rechtsseitigen Budinský potok auf, bevor er bei Podrečany den Talkessel Lučenská kotlina (Teil von Juhoslovenská kotlina) erreicht. Nach Passieren der Orte Tomášovce und Vidiná erreicht der Fluss die Stadt Lučenec und trennt die eigentliche Stadt von den linksufrigen Stadtteilen Opatová und Malá Ves. Dort mündet der größte Zufluss, der rechtsufrige Tuhársky potok, in den Krivánsky potok. Bei Mikušovce nimmt er noch die linksufrige Slatinka auf, bevor er in den Ipeľ, gleich gegenüber der Mündung des Babský potok, mündet.
Zwischen Podkriváň und Lučenec verlaufen die Straße 1. Ordnung 16 und ein Teil der Bahnstrecke Salgótarján–Vrútky parallel zum Fluss.